# Aeroportul Tillamook
Aeroportul Tillamook (IATA: OTK, ICAO: KTMK, FAA LID: TMK) este un aeroport din Comitatul Tillamook, Oregon, Oregon, Statele Unite ale Americii ce deservește zona Tillamook⁠(d). A fost numit după zona deservită.
Situat la o altitudine de 11 m, aeroportul dispune de 2 piste.

## Infrastructură

### Piste
Aeroportul dispune de 2 piste. Pista 13/31 are suprafața de asfalt și dimensiunile 5.001 picioare × 75 picioare. Pista 01/19 are suprafața de asfalt și dimensiunile 2.911 picioare × 75 picioare. 